# الولايات الحدودية (الحرب الأهلية الأمريكية)
الولايات الحدودية (بالإنجليزية: Border States) تُعتبر ضمن سياق الحرب الأهلية الأميركية (1861-1865) من ولايات الرقيق التي لم تنفصل عن الاتحاد. تمثلت بولايات ديلاوير، وماريلند، وكنتاكي، وميزوري وبعد عام 1863 ولاية فرجينيا الغربية الجديدة. يحدها شمالًا الولايات الحرة للاتحاد، ويحدها جنوبًا (باستثناء ديلاوير) ولايات الرقيق التابعة للكونفدرالية.
من أصل الولايات الأمريكية البالغ عددها 34 ولاية عام 1861 ، 19 منها كانت ولايات حرة و15 ولاية رقيق متضمنةً الولايات الحدودية الأربعة؛ لم تعلن ديلاوير الانفصال أبدًا. مُنعت ميريلند بقوة من الانفصال من قبل النقابيين المحليين والقوات الاتحادية. شهدت الولايتان الأخريان، كنتاكي وميزوري قيام حكومات منافسة رغم أن أراضيهما ظلت في معظمها تحت سيطرة الاتحاد. ولم تعلن أربع ولايات أخرى الانفصال إلا بعد معركة فورت سمتر واعتُبرت لفترة وجيزة ولايات حدودية وهي: أركنساس وكارولينا الشمالية  وتينيسي وفرجينياــ وبعدها قلّت تسمية هذه الولايات «ولايات حدودية». أيضًا من الولايات التي اعتُبرت ولاية حدودية أثناء الحرب هي ولاية فيرجينيا الغربية التي تشكلت من 50 مقاطعة في فرجينيا وأصبحت ولاية جديدة في الاتحاد في عام 1863.
في الحرب الأهلية في كنتاكي وميزوري، وُجِدت حكومة موالية للكونفدرالية وأخرى موالية للاتحاد. تشكلت فيرجينيا الغربية في 1862-1863 بعد أن قام وحدويو فرجينيا من المقاطعات الشمالية الغربية للولاية -التي احتلها جيش الاتحاد المكون من العديد من أنظمة فرجينيا الغربية المشكلة حديثًا- بإنشاء حكومة ولاية فرجينيا الموالية «المستعادة». اعترف لينكولن بهذه الحكومة وسمح لهم بتقسيم الولاية. كانت كنتاكي وميزوري قد تبنّيتا قوانين الانفصال من قِبَل حكومتيهما المواليتين للكونفدرالية (انظر حكومة كنتاكي الكونفدرالية وحكومة ميزوري الكونفدرالية) لكنهما لم تخضعا أبدًا للسيطرة الكونفدرالية الرسمية بالكامل رغم أن الجيوش الكونفدرالية دخلت بالفعل إلى تلك الولايات وسيطرت على أجزاء معينة منها.
وإلى جانب القتال الرسمي بين الجيوش النظامية، شهدت منطقة الحدود حرب عصابات واسعة النطاق والعديد من الغارات العنيفة والعداوات والاغتيالات. كان العنف على أشده في فرجينيا الغربية وشرق كنتاكي وغرب ميزوري. وكانت أكثر الأحداث دموية هي مذبحة لورانس في كنساس عام 1863 التي راح ضحيتها ما لا يقل عن 150 من الرجال والفتيان المدنيين. وقد أُطلقت انتقامًا من غارة سابقة أصغر على ميزوري ارتكبها رجال وحدويون من كنساس.
لم يسرِ إعلان لينكولن للتحرير لعام 1863 على الولايات الحدودية. ومن ضمن الولايات المعفاة من الإعلان، ألغت ميريلند (1864) وميزوري وتينيسي (يناير 1865) وفيرجينيا الغربية (فبراير 1865) العبودية قبل انتهاء الحرب. بيد أن ديلاوير وكنتاكي لم تشهدا -رغم انخفاض الرق الكبير- إلغاء العبودية حتى ديسمبر 1865 عندما تم التصديق على التعديل الثالث عشر.  
مع الاتصالات الجغرافية والاجتماعية والسياسية والاقتصادية لكل من الشمال والجنوب، كانت الولايات الحدودية عاملًا حاسمًا لنتائج الحرب. وماتزال تستخدم بترسيم الحدود الثقافية التي تفصل الشمال عن الجنوب. لم تشمل إعادة الإعمار، وفقًا لتوجيهات الكونغرس، الولايات الحدودية لأنها لم تنفصل قطّ عن الاتحاد. وقد خضعت بالفعل لعملية إعادة هيكلة وإعادة تنظيم سياسي بعد إقرار تعديلات تلغي الرق وتمنح المواطنة والحق في التصويت للمعتوقين. بعد عام 1880 سيطر الديمقراطيون البيض على معظم هذه الولايات القضائية وأصدروا قوانين لفرض نظام جيم كرو للفصل القانوني والمواطنة من الدرجة الثانية للسود. ومع ذلك، وعلى النقيض من الولايات الكونفدرالية، حُرم جميع السود تقريبًا من حق الاقتراع خلال النصف الأول إلى ثلثي القرن العشرين، ولأسباب متفاوتة حافظ السود على حق الاقتراع في الولايات الحدودية على الرغم من حركات التجريد من حق التصويت خلال مطلع القرن العشرين.

## الخلفية
في الولايات الحدودية، كانت العبودية تحتضر بالفعل في المناطق المدنية والمناطق التي تفتقر إلى القطن، وخاصة في المدن السريعة التصنيع كبالتيمور، ولويفيل، وسانت لويس. وبحلول عام 1860، أضحى أكثر من نصف الأمريكيين الأفارقة في ديلاوير أحرارًا إلى جانب نسبة عالية في ماريلند.
حقق بعض مالكي العبيد أرباحًا ببيع العبيد الفائضين للتجار عبر نقلهم إلى أسواق الجنوب العميق، وعلى النقيض من شبه إجماع الناخبين في ولايات القطن السبعة في الجنوب الأدنى، كانت ولايات الرقيق الحدودية التي امتلكت أكبر عدد من العبيد منقسمة بشدة بشأن الانفصال وغير تواقة إلى مغادرة الاتحاد. أمل الوحدويون الحدوديون في التوصل إلى حل وسط، وافترضوا أن لينكولن لن يرسل قوات لمهاجمة الجنوب. لم يولي الانفصاليون الحدوديون اهتماما كبيرًا لمسألة الرق في عام 1861، إذ أن اقتصادات ولاياتهم كانت تعتمد على التجارة مع الشمال أكثر من استنادها إلى القطن. وكان هاجسهم الرئيسي عام 1861 هو الإكراه الفيدرالي؛ واعتبر بعض السكان دعوة لينكولن إلى التسليح بمثابة رفض للتقاليد الأمريكية لحقوق الولايات والديمقراطية والحرية والشكل الجمهوري للحكومة. أصر الانفصاليون على أن واشنطن اغتصبت سلطات غير شرعية متحديةً الدستور، وبالتالي فقدت شرعيتها. وبعد أن أصدر لينكولن نداءً إلى القوات، انفصلت فرجينيا وتينيسي وأركنساس وكارولينا الشمالية وانضمت إلى الكونفدرالية على الفور. بدأت حركة انفصالية في فرجينيا الغربية -حيث كان معظم المزارعين من اليومنيين وليس من مالكي العبيد- بهدف الانفصال والبقاء في الاتحاد.
كانت ولايات ماريلند وكنتاكي وميزوري منقسمة بشدة وضمت العديد من المناطق ذات الروابط الثقافية والاقتصادية الأقوى بكثير مع الجنوب منها مع الشمال؛ حاولت كنتاكي التزام الحياد. استُخدِمت قوات الاتحاد العسكرية لضمان بقاء هذه الولايات ضمن الاتحاد. رفضت المقاطعات الغربية في فرجينيا الانفصال، وأنشأت حكومة فرجينيا الموالية (مع تمثيل في الكونغرس الأميركي) وأنشأت ولاية فرجينيا الغربية الجديدة (رغم أنها شملت العديد من المقاطعات التي صوتت لصالح الانفصال).

## الولاءات المقسمة
رغم أن كل ولاية من ولايات الرقيق باستثناء كارولينا الجنوبية قد ساهمت بكتائب بيضاء في كل من جيوش الاتحاد والكونفدرالية (حارب وحدويو كارولينا الجنوبية في وحدات من ولايات الاتحاد الأخرى)، فإن الانقسام كان على أشده في هذه الولايات الحدودية. قاتل أحيانًا رجال من نفس العائلة على الجانبين المعاكسين. والواقع أن حوالي 170 ألف رجل من الولايات الحدودية (بما في ذلك الأميركيون من أصل أفريقي) قاتلوا في جيش الاتحاد و86 ألف في الجيش الكونفدرالي. وخدم 35 ألف من أهل كنتاكي كجنود كونفدراليين؛ وبحلول نهاية الحرب عام 1865، كان ما يقرب من 110 آلاف من الميزوريين قد خدموا في جيش الاتحاد وما لا يقل عن 30 ألف في الجيش الكونفدرالي. انتسب نحو 50 ألف مواطنًا في ولاية ماريلند للجيش، وانضم معظمهم إلى جيش الولايات المتحدة. ما يقرب من عشر مجند ل «الذهاب الجنوب» والقتال من أجل الكونفدرالية. تشير التقديرات إلى أنه من أصل 687 ألفًا من سكان الولاية عام 1860، سافر 4000 جنوبًا للقتال لصالح الكونفدرالية. رغم أنه كثيرًا ما تذكر التقارير أن عدد الماريلنديين في الخدمة الكونفدرالية يبلغ نحو 20-25 ألف نسمة استنادًا إلى بيان شفوي للجنرال كوبر إلى الجنرال تريمبل، فإن تقارير معاصرة أخرى تدحض هذا العدد وتقدم تقديرات أكثر تفصيلاً بحدود 3500 (ليفرمور) أو أقل قليلًا من 4,700 (ماكيم).